# Дібнер Берн
Дібнер Берн (*18 серпня 1897, Лисянка, Чернігівщина — †6 січня 1988, Вінтон, Коннектикут, США) — інженер, історик науки (США).

## Біографія
Навчався в Цюрихському університеті, Бруклінському політехнічному інституті в Нью-Йорк-Сіті.
1923—25 — працював в електричній компанії, де займався проблемами електрифікації Куби. 1924 — заснував компанію «Бернді Інжініринг» (англ. Burndy Engineering Company) — нині «Бернді Корпорейшн», що виробляє винайдені Б. Дібнером безпечні контакти. Винахідник пропрацював тут майже все своє життя й вийшов у відставку 1972 року.
Б. Дібнер відомий у США також як історик науки.
Винахідник заснував два книжкових зібрання: Дібнерівську бібліотеку історії науки і технології (1975), 11 тисяч томів якої нині зберігаються в Національному музеї американської історії в Смітсонівському інституті у Вашингтоні (одному з найбільших державних наукових та культурних закладів США, заснованому 1846 року на кошти англійського вченого Дж. Смітсона) та Бібліотеку Бернді (1935), 40 тисяч томів якої розташовані в Ньюфолці в Коннектикуті (у такий спосіб Б. Дібнер заклав фундамент національної бібліотеки США з історії науки).
1972 — в Університеті імені Брандіса у Волтемі (Массачусетс) заснований Дібнерівський інститут історії науки і технології. Серед відзнак Б. Дібнера, зокрема, медаль Томаса Мора (1983).